# Blumea braunii
Blumea braunii là một loài thực vật có hoa trong họ Cúc. Loài này được (Vatke) J.-P.Lebrun & Stork mô tả khoa học đầu tiên năm 1997.